# 沼野忠之
沼野 忠之（ぬまの ただゆき、1931年7月8日 - 2001年10月27日）は、日本の地球科学者、教育者。専門は地球化学、鉱物学。理学博士（広島大学）。
岡山県生まれ。1954年、岡山大学教育学部中等四年課程卒業。公立中学校、岡山県教育研修所勤務の後、1959年、岡山大学教育学部助手（化学）。その後、講師（物理学）、助教授（理科教育－地学）を経て、教授（地学）。1979年9月、広島大学より理学博士の学位を取得、学位論文の題は「広島県東城町久代におけるゲーレン石、スパー石スカルンの地質学的および地球化学的研究」。
1987年から3年間、附属中学校長を併任。1997年、定年退官、名誉教授。
2001年10月27日、胃癌のため死去。
2005年、岡山県高梁市で発見された新鉱物が、沼野石（numanoite）と命名された。

## 主な著書
- 光野千春・沼野忠之監修、野瀬重人編 『岡山県 地学のガイド - 岡山県の地質とそのおいたち』 コロナ社、1980年、ISBN 4-339-07511-6。
- 沼野忠之 『岡山の鉱物』 日本文教出版〈岡山文庫〉、1980年、ISBN 4-8212-5092-6。
- 光野千春・沼野忠之・高橋達郎 『原色図鑑 岡山の地学』 山陽新聞社、1982年、ISBN 4-88197-108-5。
- 倉敷の自然をまもる会編 『自然への想い 岡山 - 昔を探り、今を見つめて』 山陽新聞社、1993年、ISBN 4-88197-458-0。
- 山陽新聞社編 『不思議発見 岡山のなぞ!?』 山陽新聞社、1995年、ISBN 4-88197-562-5。
- 野瀬重人・沼野忠之 『岡山の岩石』 日本文教出版〈岡山文庫〉、2001年、ISBN 4-8212-5212-0。

## 論文
- 沼野忠之「花崗岩に関する諸問題 (1) 岡山県倉敷市北方の花崗岩について」『岡山大学温泉研究所報告』第19号、岡山大学温泉研究所、1957年9月、1-3頁、ISSN 0369-7142、NAID 120006658714。
- 沼野忠之「岡山県倉敷市北方の花崗岩について」『岡山大学温泉研究所報告』第19号、岡山大学温泉研究所、1957年9月、ISSN 03697142、NAID 40017532489。
- 沼野忠之, 草地功, 逸見吉之助「広島県東城町久代における深成岩体の分化」『日本地質学会学術大会講演要旨』第1970巻、日本地質学会、1970年、303頁、doi:10.14863/geosocabst.1970.0_303、ISSN 1348-3935、NAID 110003036296。
- 逸見吉之助, 草地功, 沼野忠之「広島県東城町久代産の接触鉱物:(1) ゲーレン石およびハイドログロッシュラー」『鉱物学雜誌』第10巻第3号、日本鉱物科学会、1971年、160-169頁、doi:10.2465/gkk1952.10.160、ISSN 0454-1146、NAID 130003623281。
- 草地功, 沼野忠之, 逸見吉之助「広島県東城町久代産の接触鉱物:(2) スパー石およびティレ―石」『鉱物学雜誌』第10巻第3号、日本鉱物科学会、1971年、170-180頁、doi:10.2465/gkk1952.10.170、ISSN 0454-1146、NAID 130003623282。
- 草地功, 沼野忠之, 逸見吉之助「広島県東城町久代産の接触鉱物(3):フォッシャジャイト,ヒレブランド石およびスコータイト」『鉱物学雜誌』第10巻第4号、日本鉱物科学会、1971年、296-304頁、doi:10.2465/gkk1952.10.296、ISSN 0454-1146、NAID 130004793215。
- 草地功, 沼野忠之, 逸見吉之助「広島県東城町久代産の接触鉱物(4)クロザクロ石」『鉱物学雜誌』第10巻第5号、日本鉱物科学会、1972年、355-357頁、doi:10.2465/gkk1952.10.355、ISSN 0454-1146、NAID 130003623288。
- 沼野忠之「地学教育における標本の活用」『岡山大学教育学部研究集録』第36号、岡山大学教育学部、1973年3月、41-56頁、ISSN 04714008、NAID 40000321345。
- 沼野忠之, 草地功, 花沢稔「岩石鉱物中のフッ素の分析」『岡山大学教育学部研究集録』第45号、岡山大学教育学部、1976年8月、47-55頁、ISSN 04714008、NAID 40000321853。
- 沼野忠之「広島県東城町久代産ベスブ石の格子定数」『岡山大学教育学部研究集録』第49号、岡山大学教育学部、1978年10月、49-60頁、ISSN 04714008、NAID 40000321763。